# Marc-Joseph Marion du Fresne
Marc-Joseph Marion du Fresne (Saint-Malo, 22 de mayo de 1724 - bahía de las Islas, Nueva Zelanda, 12 de junio de 1772) fue un marino, oficial naval y explorador francés, conocido por haber descubierto varias islas en el océano Índico —isla Marion, las islas del Príncipe Eduardo y las islas Crozet— y también por haber muerto asesinado con 25 miembros de su tripulación en Nueva Zelanda a manos de una tribu maorí. 

## Biografía

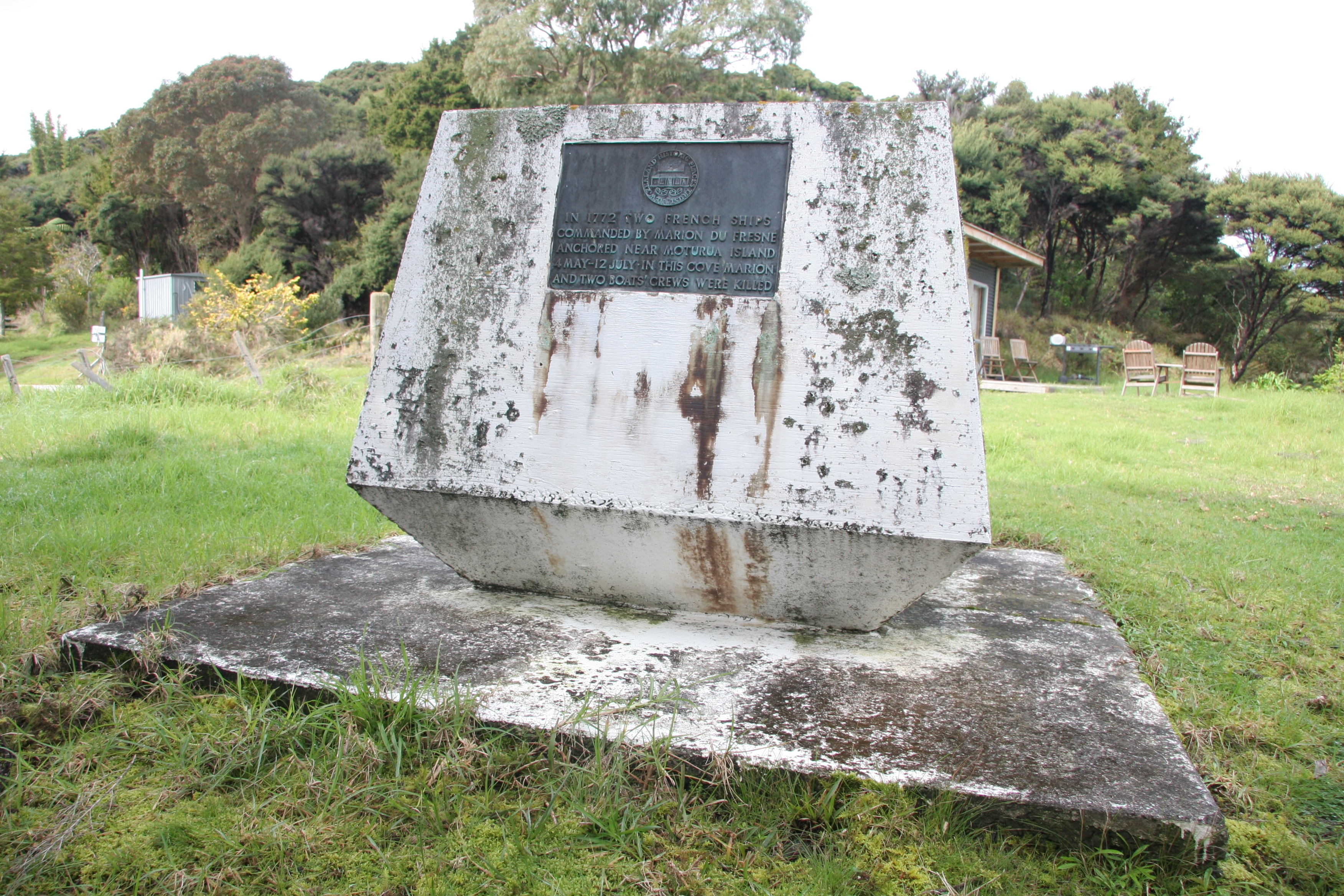
Monumento a la memoria de Nicolas Thomas Marion-Dufresne y su partida, en la bahía deTe Hue, cala de los asesinados (Anse des Assassinats).

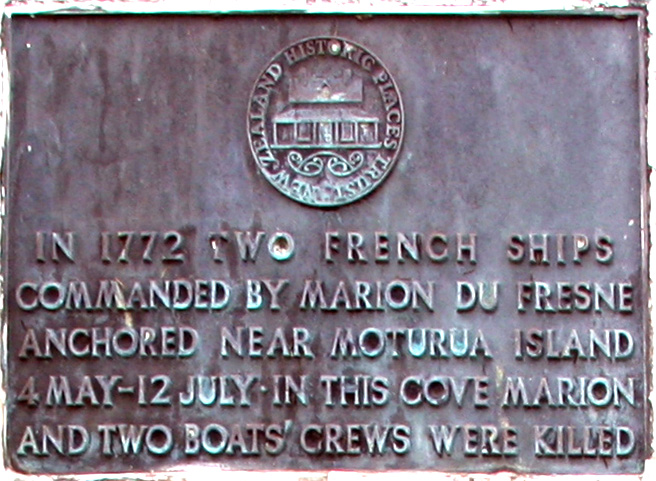

Marc-Joseph Marion du Fresne nació en Saint-Malo, siendo su padre el comerciante Julien Marion du Fresne y su madre Marie Seraphique (nacida Le Fer de la Lande). A los 11 años se unió a la Compañía francesa de las Indias Orientales (lo que no era infrecuente en la época), como subteniente a bordo del Duc de Bourgogne. 
Durante la Guerra de Sucesión de Austria, mandó varios barcos y llegó a capitán temporal hacia 1745. Después de la guerra sirvió en varios barcos franceses de la Compañía de las Indias, navegando en el océano Índico y en el mar de la China. De regreso en Francia durante la Guerra de los Siete Años, fue consultado sobre un desembarco francés propuesto en Escocia. Pasó dos años en diversas operaciones navales, burlando a los británicos que estaban bloqueando la costa de Bretaña. En 1759 fue ascendido a capitán brulote, y en 1761 fue nombrado Caballero de San Luis. 
Después de la guerra, volvió a navegar en las rutas de la India Oriental y finalmente se estableció en Port Louis, en la isla de Francia (ahora isla Mauricio), donde también ejerció la capitanía del puerto durante algún tiempo y realizó algunos levantamientos cartográficos y sondeos hidrográficos en la isla Mauricio. En Port Louis especuló con tierras y comerció con la India y las Seychelles: las islas de La Digue y La Curieuse llevan su nombre por los barcos de una expedición de Marion du Fresne que arribaron allí en 1768.
Cuando la Compañía francesa de las Indias Orientales se hundió y fue disuelta en 1769, du Fresne se encontró de repente sin empleo y con dificultades financieras. En 1771 convenció a Pierre Poivre, el administrador civil en la isla Mauricio de los bienes de la compañía, para que como compensación le pusiera al frente de un viaje de exploración comercial patrocinado por las autoridades francesas, que tenía una doble misión: primero, iba a llevar de regreso a Ahu-Toru —un tahitiano que Louis Antoine de Bougainville en el transcurso de la expedición de la primera circunnavegación francesa al mundo había llevado a París en 1768 y que había sido exhibido y venerado en la capital—, que había sido enviado a Mauricio en la esperanza de encontrar un pasaje de vuelta a Tahití; y segundo, iba a buscar el continente austral. 

### La expedición
Du Fresne recibió dos barcos, el Mascarin, con 22 cañones, y el Marquis de Castries, con 16 cañones. La flota zarpó de Port Louis el 18 de octubre de 1771, en dirección a las islas cercanas de Borbón y Madagascar a abastecerse y también para escapar de una epidemia de viruela que asolaba Mauricio. Ahu-Toru murió a causa de la enfermedad poco después de su salida de Port Louis. Puesto que ya no era necesario navegar a Tahití, Marion du Fresne trató de recuperar parte de los gastos de la expedición poniendo rumbo a Ciudad del Cabo para iniciar una búsqueda del continente austral en las latitudes altas. Descubrió varias islas en el sur del océano Índico: la isla Marion, las islas del Príncipe Eduardo y las islas Crozet. Después de pasar varios días en Tasmania, en la bahía de Marion (Marion Bay), en el sureste, que lleva ahora su nombre, se embarcó para Nueva Zelanda. En esos días en Tasmania, Marion du Fresne, informó de la existencia de un gato tigre (Thylacinus cynocephalus), un gran marsupial ahora extinto.
Avistó el monte Taranaki en Nueva Zelanda el 25 de marzo de 1772, y nombró a la montaña Pic Mascarin, sin saber que James Cook, tres años antes, ya la había bautizado como Mount Egmont. Luego navegó hacia el norte y el 15 de abril desembarcaron en la bahía de los Espíritus. Dos días más tarde, un vendaval causó graves daños a los barcos y la pérdida de varias anclas. Du Fresne procedió luego al sureste y el 4 de mayo llegó a la bahía de las Islas (Bay of Islands). Sus barcos anclaron primero al sur de la isla Okahu y después frente a la isla Moturua.
Durante el siguiente mes exploraron la bahía y las islas, repararon sus naves y trataron el escorbuto.Esta estancia permitió a du Fresne y sus hombres adentrarse tierra adentro, comerciar y pescar. Se establecieron varios campamentos en tierra, uno para los enfermos en Moturua; otro en el continente como almacén y centro de comunicación, y un tercero para cortar madera para la arboladura. La comunicación con el pueblo maorí fue posible por el uso de un vocabulario tahitiano amplio que había sido preparado por Bougainville y Ahu-Toru. En ocasiones notaron los robos menores, pero nada ocurrió en las relaciones de amistad y el 8 de junio de 1772 Marion du Fresne fue recibido en una ceremonia especial. Sin embargo, cuatro o cinco días más tarde, el 12 o el 13 de junio de 1772, fue atacado y asesinado, junto con otros miembros en una partida de pesca que había ido a tierra, por unos pocos cientos de guerreros maoríes. Un segundo grupo fue atacado el día siguiente. En total, 25 oficiales y soldados perdieron la vida y fueron comidos, incluidos Vaudricourt y Lehoux, Pierre (un voluntario), Thomas Ballu de Vannes, Pierre Mauclair de St Malo (el segundo piloto), Luis Ménager de Lorient (el piloto), Vincent Kerneur de Port-Louis, Marc Le Garff de Lorient, Marc Le Corre de Auray, Jean Mestique de Pluvigner, Pierre Cailloche de Languidic y Mathurin Daumalin de Hillion.
El teniente Julien Crozet, segundo en el mando, y Ambroise-Bernard-Marie Le Jar du Clesmeur, el capitán del Marquis de Castries, pusieron a salvo las naves, abandonando los campamentos y rechazando ataques menores. Los barcos no podían salir rápidamente, ya que las reparaciones estaban incompletas y la madera del campamento no había podido recogerse. Crozet y du Clesmeur decidieron despejar la zona con un contraataque, que pronto se convirtió en una represalia violenta, quemando un pueblo llamado Paeroa y causando la muerte de unos 250 maoríes. Se llamó a la bahía «Anse des Assassinats» (Cala de los asesinados). Los franceses, el 12 de julio de 1772, enterraron una botella en Waipoa, en Moturua, que contenía las armas de Francia y una declaración formal de toma de posesión de todo el país, con el nombre de «Francia Australe». Finalmente, partieron el 13 de julio en dirección al Pacífico Central y las islas Filipinas.
Las razones de la muerte de Marion du Fresne y sus hombres nunca se conocieron. Los locales Raumati Ngare fueron superados por los Nga Puhi unos pocos años más tarde y ninguna noticia sobre el acontecimiento sobrevivió. Es probable que los franceses hayan transgredido de alguna manera, posiblemente en el día fatal, o más probablemente en varias ocasiones anteriores, hasta que se consideró que habían ido demasiado lejos. Probablemente, una visita de cinco semanas, sin signos claros de partida, haya creado graves tensiones económicas y culturales. Si los maoríes temían el establecimiento de una colonia francesa permanente, la política interna pudo haber exacerbado la situación. También se ha especulado sobre si los franceses pudieron haber roto un tabú pescando en la bahía de Manawaora. El tabú (una prohibición relacionada con un lugar sagrado) habría sido colocado en la zona después de que algunos miembros de una tribu local se ahogaron en ella hacía algún tiempo, y sus cuerpos habían sido arrojados en Tacoury’s Cove. Los maoríes locales creían que la violación atraería la ira, no solo los dioses, sino también de las tribus vecinas, lo que provocaría la guerra.
La estancia, notable por su duración y la proximidad del contacto establecido entre los visitantes y los pueblos indígenas, produjo muchos registros en la temprana vida de los maoríes. Los diarios de Marion du Fresne no se han encontrado, pero hay amplias notas en los informes y registros de Crozet, de du Clesmeur, Jean Roux y otros, y muchas cartas y dibujos. 
Marion du Fresne era un partidario de los maorís que compartía las creencias de Jean-Jacques Rousseau sobre el «buen salvaje». Los acontecimientos de julio de 1772, sin embargo, fortalecieron la opinión en Francia de que Nueva Zelanda estaba habitada por nativos peligrosos y que no justificaba un intento de colonización.

## Trivia
El buque que proporciona apoyo logístico a los Territorios Franceses del Sur de las islas de Ámsterdam, San Pablo, Crozet y las islas Kerguelen se llama Marion Dufresne II en su honor.